# Symfonie nr. 83 (Haydn)
De Symfonie nr. 83 is een symfonie van Joseph Haydn, voltooid in 1785. Het is de tweede uit zijn Parijse symfonieënreeks, die hij schreef in opdracht van graaf d'Ogny.

## Bezetting
- 1 fluit
- 2 hobo's
- 2 fagotten
- 2 hoorns
- Strijkers
- Klavecimbel

## Delen
Het werk bestaat uit vier delen:
1. Allegro spiritoso
2. Andante
3. Menuetto: Allegretto
4. Finale: Vivace

1 · 2 · 3 · 4 · 5 · 6 (Le Matin) · 7 (Le Midi) · 8 (Le Soir) · 9 · 10 · 11 · 12 · 13 · 14 · 15 · 16 · 17 · 18 · 19 · 20 · 21 · 22 (De Filosoof) · 23 · 24 · 25 · 26 (Lamentatione) · 27 · 28 · 29 · 30 (Halleluja) · 31 (Hoornsignaal) · 32 · 33 · 34 · 35 · 36 · 37 · 38 (Echo) · 39 · 40 · 41 · 42 · 43 (Mercurius) · 44 (Treursymfonie) · 45 (Afscheidssymfonie) · 46 · 47 (Palindroom) · 48 (Maria Theresia) · 49 (La Passione) · 50 · 51 · 52 · 53 (L'Impériale) · 54 · 55 (De schoolmeester) · 56 · 57 · 58 · 59 (Vuursymfonie) · 60 (Il distratto) · 61 · 62 · 63 (La Roxelane) · 64 (Tempora mutantur) · 65 · 66 · 67 · 68 · 69 (Laudon) · 70 · 71 · 72 · 73 (La chasse) · 74 · 75 · 76 · 77 · 78 · 79 · 80 · 81

88 · 89 · 90 · 91 · 92 (Oxford)

- Bibliothèque nationale de France: cb139133315 (data)
- Gemeinsame Normdatei: 4530311-3
- Library of Congress Control Number: n84191776
- MusicBrainz work: 88cb9a35-6a2a-4b1e-9ff5-3f5d3d7a766a
- Nationale Bibliotheek van Israël: 987007435101405171
- Virtual International Authority File: 307490706